# Huayllamarca
Santiago de Huayallamaca (Aymara: Wayllamarka) ist eine Ortschaft im Departamento Oruro im Hochland des südamerikanischen Anden-Staates Bolivien.

## Lage im Nahraum
Santiago de Huayllamarca ist Verwaltungssitz der Provinz Nor Carangas und zentraler Ort des Municipio Huayllamarca. Der Ort liegt auf einer Höhe von 3893 m im Flusstal des Río Huayllamarca am Ostabhang der Serranía de Huayllamarca, einem etwa 100 km langen Höhenrücken, der sich auf dem bolivianischen Altiplano in nordwestlich-südöstlicher Richtung erstreckt. 

## Geographie
Huayllamarca liegt zwischen den andinen Höhenzügen der Cordillera Oriental und der Cordillera Occidental im andinen Trockenklima des Altiplano. Das Klima der Region ist ein typisches Tageszeitenklima, bei dem die mittleren Temperaturschwankungen im Tagesverlauf deutlicher ausfallen als im Verlauf der Jahreszeiten.
Der mittlere Jahresniederschlag beträgt etwa 330 mm und fällt zu 80 Prozent in den Monaten Dezember bis März (siehe Klimadiagramm Huayllamarca). Die Jahresdurchschnittstemperatur liegt bei knapp +8 °C, die monatlichen Durchschnittswerte schwanken zwischen +4 °C im Juni/Juli und etwa +10 °C von November bis März.

## Verkehrsnetz
Huayllamarca liegt in einer Entfernung von 121 Straßenkilometern nordwestlich von Oruro, der Hauptstadt des gleichnamigen Departamentos.
Von Oruro aus führt die asphaltierte Nationalstraße Ruta 1 nach Norden Richtung Caracollo und La Paz. Fünf Kilometer hinter Oruro zweigt eine unbefestigte Landstraße nach Nordwesten ab und überquert nach weiteren 44 Kilometern den Río Desaguadero. Von hier aus führt die Straße über La Joya und Lajma nach Südwesten und erreicht nach 42 Kilometern Chuquichambi. Hier zweigt eine Stichstraße nach Nordwesten ab und führt nach 30 Kilometern nach Huayllamarca. 

## Bevölkerung
Die Einwohnerzahl der Ortschaft ist in den beiden letzten Jahrzehnten um etwa die Hälfte angestiegen:
| Jahr | Einwohner | Quelle       |
| ---- | --------- | ------------ |
| 1992 | 267       | Volkszählung |
| 2001 | 439       | Volkszählung |
| 2012 | 352       | Volkszählung |
| 2024 |           | Volkszählung |

Die überwiegende Bevölkerungsmehrheit der Region gehört dem indigenen Volk der Aymara an, in der Provinz Nor Carangas sprechen 96 Prozent der Bevölkerung die Aymara-Sprache.